# Elsterwerda-West

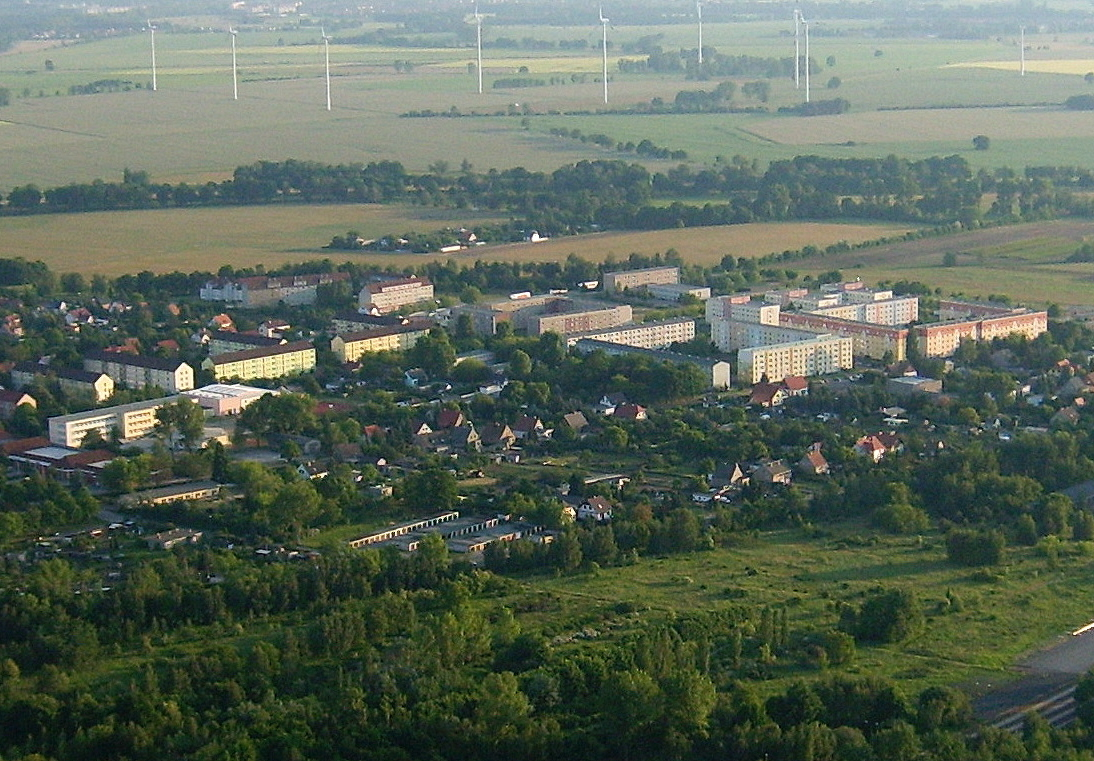
Elsterwerda-West (2008)

Elsterwerda-West ist ein Stadtteil der südbrandenburgischen Kleinstadt Elsterwerda im Landkreis Elbe-Elster. Er erstreckt sich westlich der Eisenbahnlinie Berlin-Dresden bis zur westlichen Gemarkungsgrenze und südlich der Bundesstraße 101 bis zur Schwarzen Elster. Geprägt ist der Stadtteil vor allem von Wohnblöcken, welche hier ab den 1950er Jahren entstanden und später überwiegend in Plattenbauweise errichtet wurden. In der Zeit von 1955 bis 1980 wurden Wohnblöcke mit insgesamt 805 Wohnungen im Auftrag der 1954 gegründeten AWG „7. Oktober“ gebaut. Weiters sind hier allerdings auch Eigenheime und mehrere Kleingartensparten zu finden.

## Geschichte und Entwicklung

### Die westliche Feldflur

Alter Gottesacker (1911)
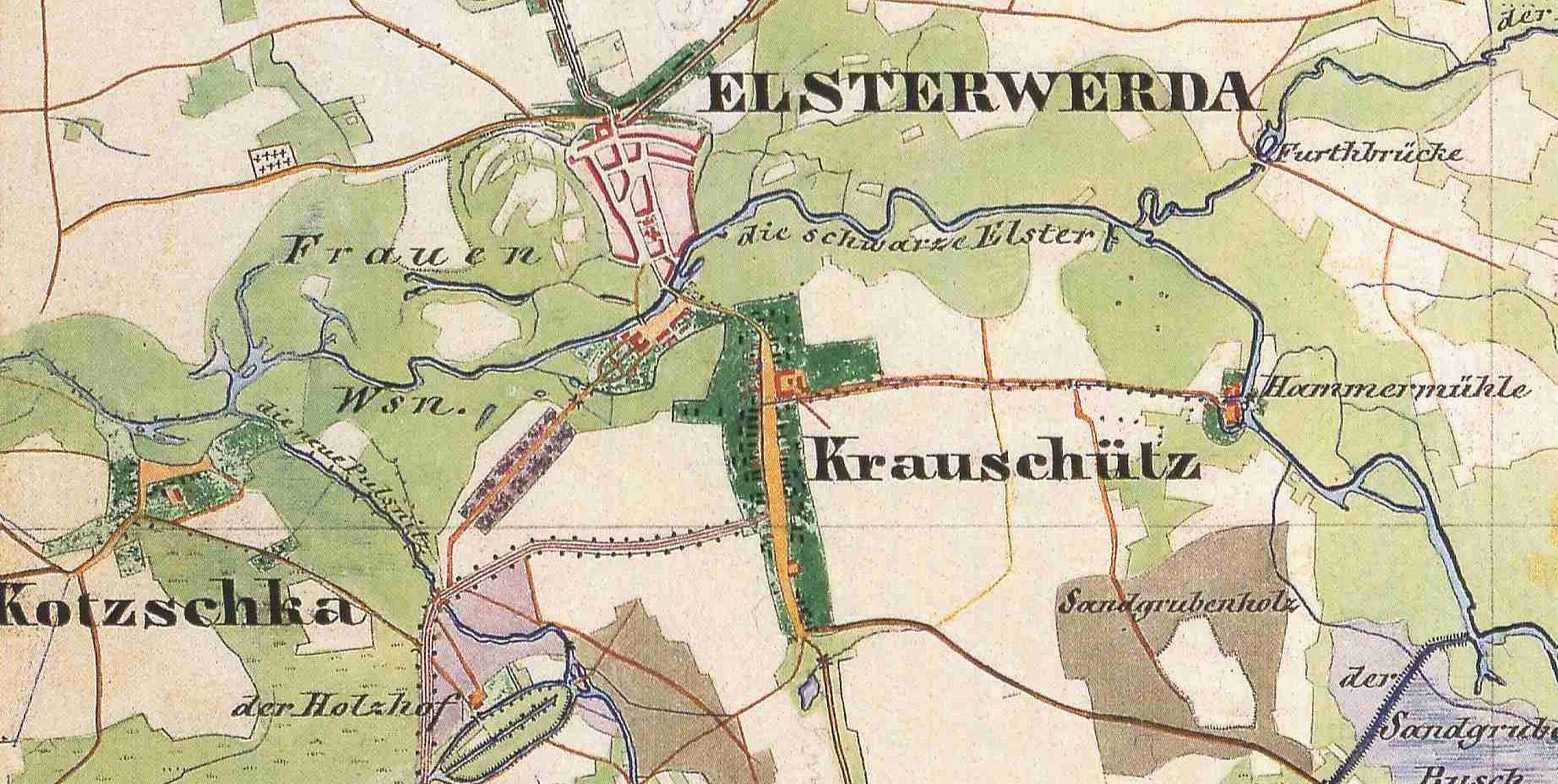
Das Fluss- und Grabensystem in Elsterwerda um 1847.
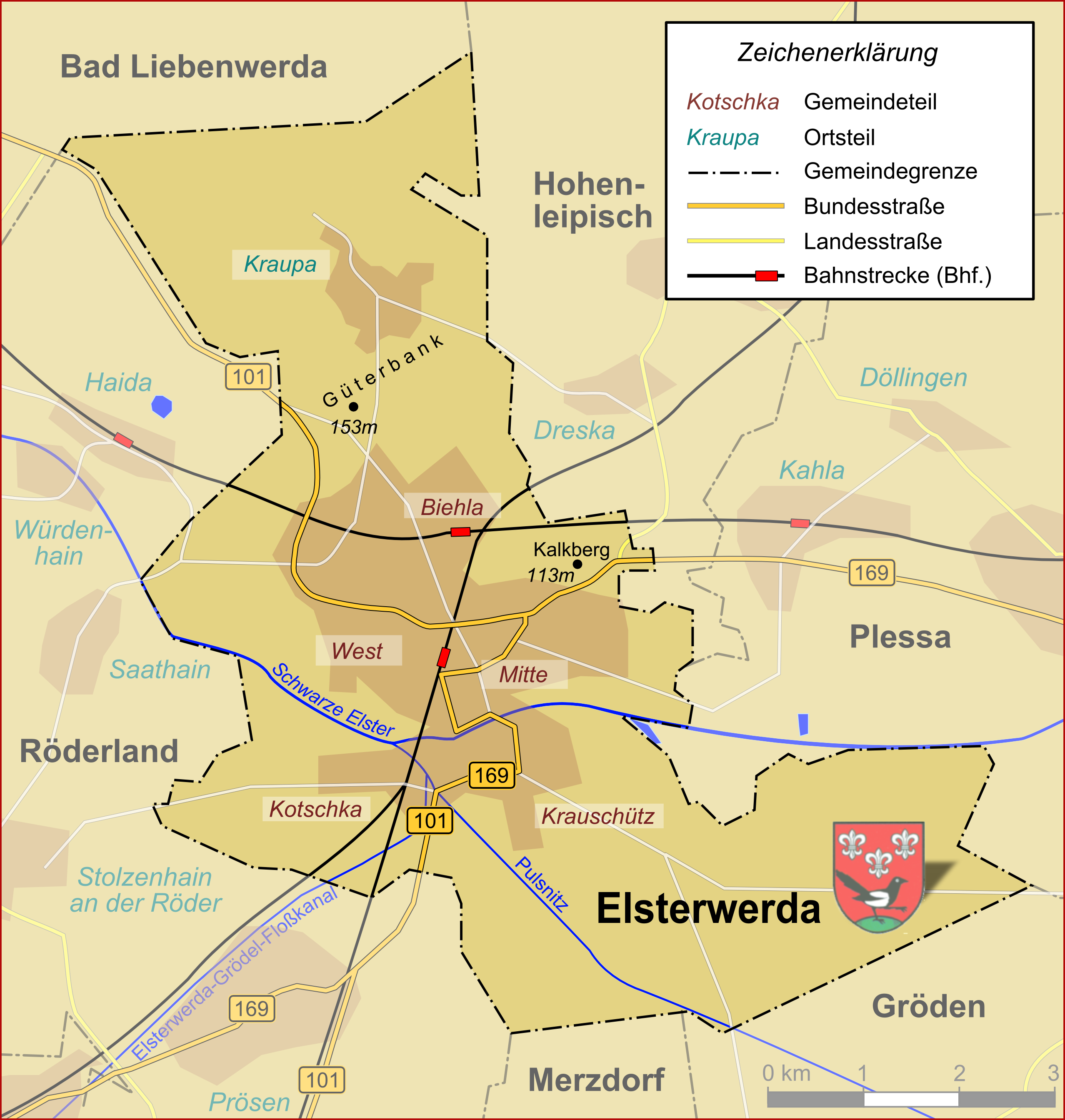
Übersichtskarte von Elsterwerda

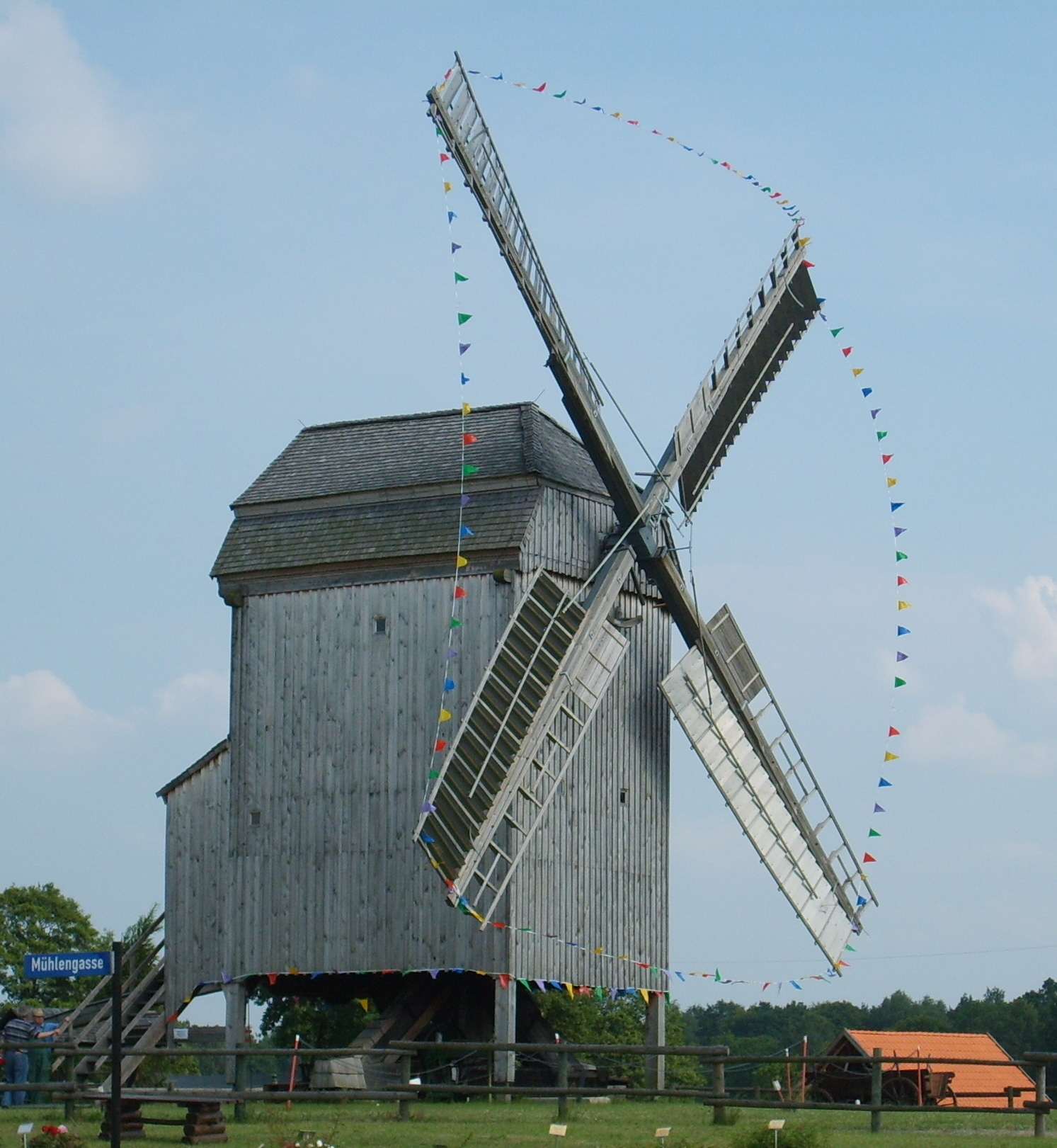
Die Elsterwerdaer Bockwindmühle (2007)

Die ältesten Spuren menschlicher Besiedlung in Elsterwerda wurden an der Schwarzen Elster gefunden und stammen aus der späten Bronzezeit um 1200–1100 v. Chr.
Im ausgehenden 12. bzw. im 13. Jahrhundert scheint schließlich zur Sicherung des Flussübergangs, der aus Halle/Leipzig kommenden und in Richtung Ortrand führenden Niederstraße sowie einer Überlandstraße, die von Großenhain in Richtung Luckau führte, die Burg Elsterwerda errichtet worden zu sein. Sie diente wahrscheinlich als vorgeschobener Stützpunkt der alten Burgwarte von Strehla und Boritz. Im Schutze der 1288 erstmals urkundlich erwähnten Burg entwickelte sich nördlich des Elsterübergangs im 13. Jahrhundert eine städtische Siedlung.
Im Bereich des heutigen Stadtteils Elsterwerda-West war die westliche Feldflur der Stadt zu finden. In einem Urmesstischblatt aus dem Jahre 1847 sind noch die Frauenwiesen verzeichnet, die sich hier zwischen der heutigen Frauenhorststraße und der Schwarzen Elster befanden. Außerdem ist gut zu erkennen, dass sich zu dieser Zeit noch einige Arme des unregulierten Flusses in die Wiesen erstreckten. Dieses Gebiet ist auch in der Gegenwart nur spärlich bebaut. Am Nordrand der Frauenwiesen befand sich der alte Friedhof der Stadt. Dieser Friedhof, ursprünglich auch Alter Gottesacker genannt, war in früherer Zeit weit außerhalb des Stadtgebietes gelegen. Er entstand, nach dem der an der Kirche befindliche Friedhof nicht mehr genutzt wurde. Später wurde allerdings an der Berliner Straße ein weiterer Friedhof angelegt. Dieser befand sich unmittelbar nördlich des damaligen Stadtgebietes und näher gelegen. Bereits im Jahre 1911 galt der Alte Gottesacker als verwildert und ungepflegt.
Der Müller Julius Jentzsch errichtete auf der westlichen Feldflur schließlich im Jahre 1866 eine Bockwindmühle. Das Bauwerk war eigentlich bereits schon 1804 entstanden und befand sich bis dahin ursprünglich in der heute zu Schönborn gehörenden Gemeinde Gruhno. Einige Jahre stellte die Mühle mit Ausnahme des Friedhofs in der westlichen Gemarkung die einzige Bebauung dar. Sie verblieb dort bis zum Jahre 2000 und wurde schließlich zwei Jahre später nach umfangreichen Restaurierungsarbeiten im Gewerbegebiet-Ost wieder aufgebaut.

### Von der Industrialisierung bis zum Zweiten Weltkrieg

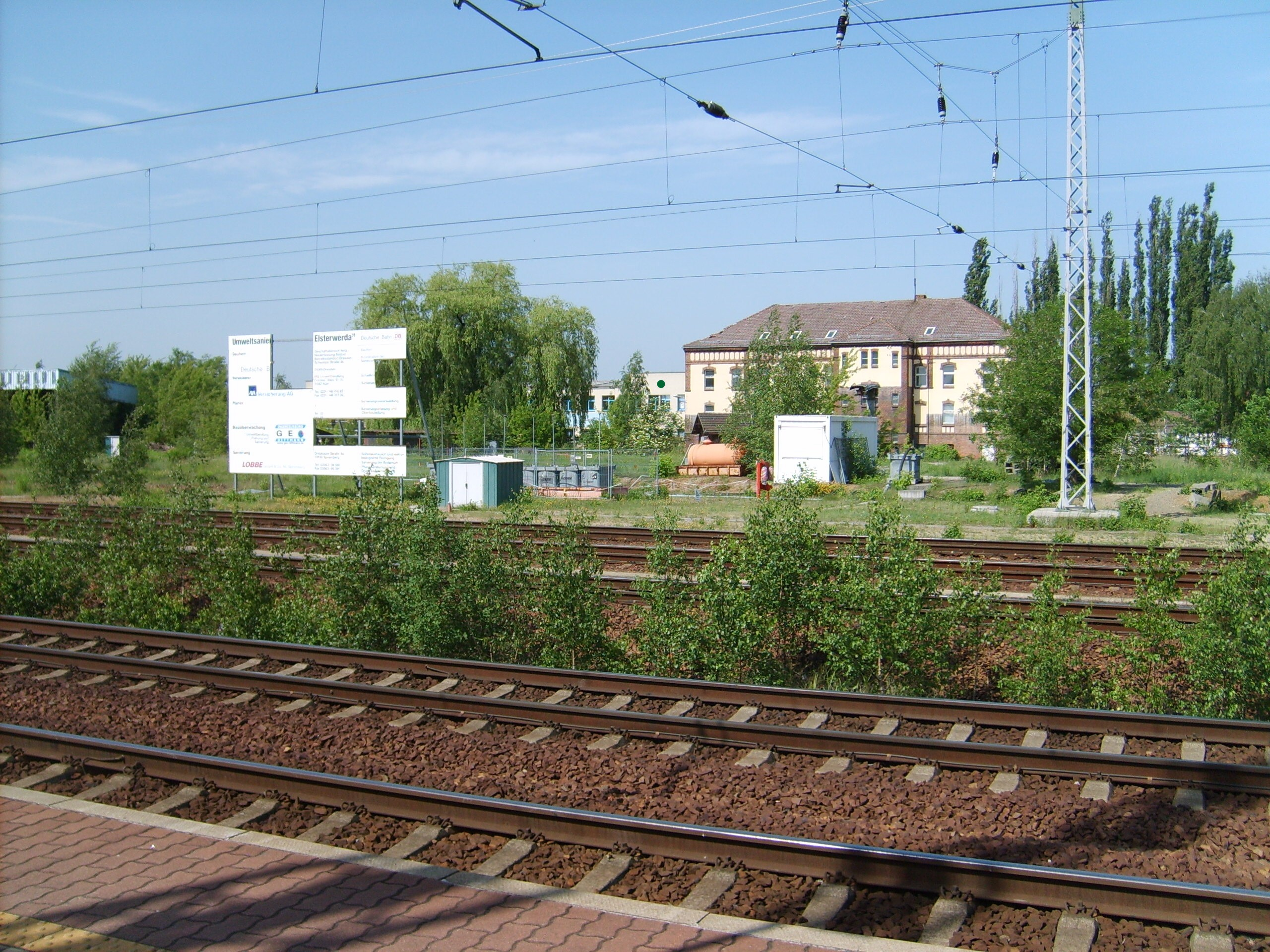
Ehemaliges Betriebsgelände des Elsterwerdaer Bahnbetriebswerks (2007).

1875 wurde die Bahnstrecke Berlin–Dresden in Betrieb genommen. Die westliche Feldflur wurde durch die neu entstandene Bahntrasse räumlich von der Stadt abgeschnitten. Auch der städtische Bahnhof wurde am 17. Juni desselben Jahres eröffnet. Im Herbst des Jahres 1875 eröffnete dann die Bahnstrecke Riesa–Elsterwerda. Die Stadt war nun zu einem Verkehrsknotenpunkt geworden, denn bereits am 1. Juni 1874 war die Bahnstrecke der Oberlausitzer Eisenbahn von Kohlfurt über Biehla bis Falkenberg (später Wittenberg) übergeben worden. Westlich des Elsterwerdaer Bahnhofs entstand später das Bahnbetriebswerk Elsterwerda und wurde zwischenzeitlich mit bis zu 1000 Mitarbeitern zum größten Arbeitgeber der Stadt.
Verkehrstechnisch gut angebunden siedelten sich nahe der Bahnstrecke in der Folgezeit bald die ersten Unternehmen an. Westlich in unmittelbarer Nachbarschaft zum Bahnbetriebswerk waren das seit 1890 namentlich die Baubeschlägefabriken O. Grieshammer, später Grießhammer-Werke AG. Die Werke zählten bald zu den wichtigsten Betrieben der Stadt und um 1913 waren hier 133 Menschen beschäftigt. Das Unternehmen produzierte Beschläge in Form von Fensterschutzgittern, Fenstergriffen, Haus- und Zimmertürdrückergarnituren.
Eine Königlich Preussische Landes-Aufnahme aus dem Jahre 1920 zeigt, dass Elsterwerda-West bis zu diesem Zeitpunkt noch relativ unbesiedelt war und einige Wohnhäuser nur im Bereich der heutigen August-Bebel-Straße zu finden waren.
Starke Auswirkungen hatten die Geschehnisse am Ende des Zweiten Weltkrieges. Am 7. Mai 1944 waren vor allem die Bahnanlagen und Eisenbahnzüge von  Tieffliegerangriffen betroffen. Nach einem Tieffliegerangriff am 16. April 1945 folgte am 19. April ein Großangriff von 137 amerikanischen B-17-Bombern auf die Bahnanlagen der Stadt. Dabei wurden die meisten Betriebe in Elsterwerda zerstört, darunter auch die Grießhammerwerke. Auch ein im Bahnhof stehender Munitionszug wurde getroffen, dessen Explosionen schwere Schäden auf dem Bahngelände und im Stadtzentrum verursachten. Dieser Bombenangriff kostete 27 Menschen das Leben.

### Die Arbeiterwohnungsbaugenossenschaft „7.Oktober“

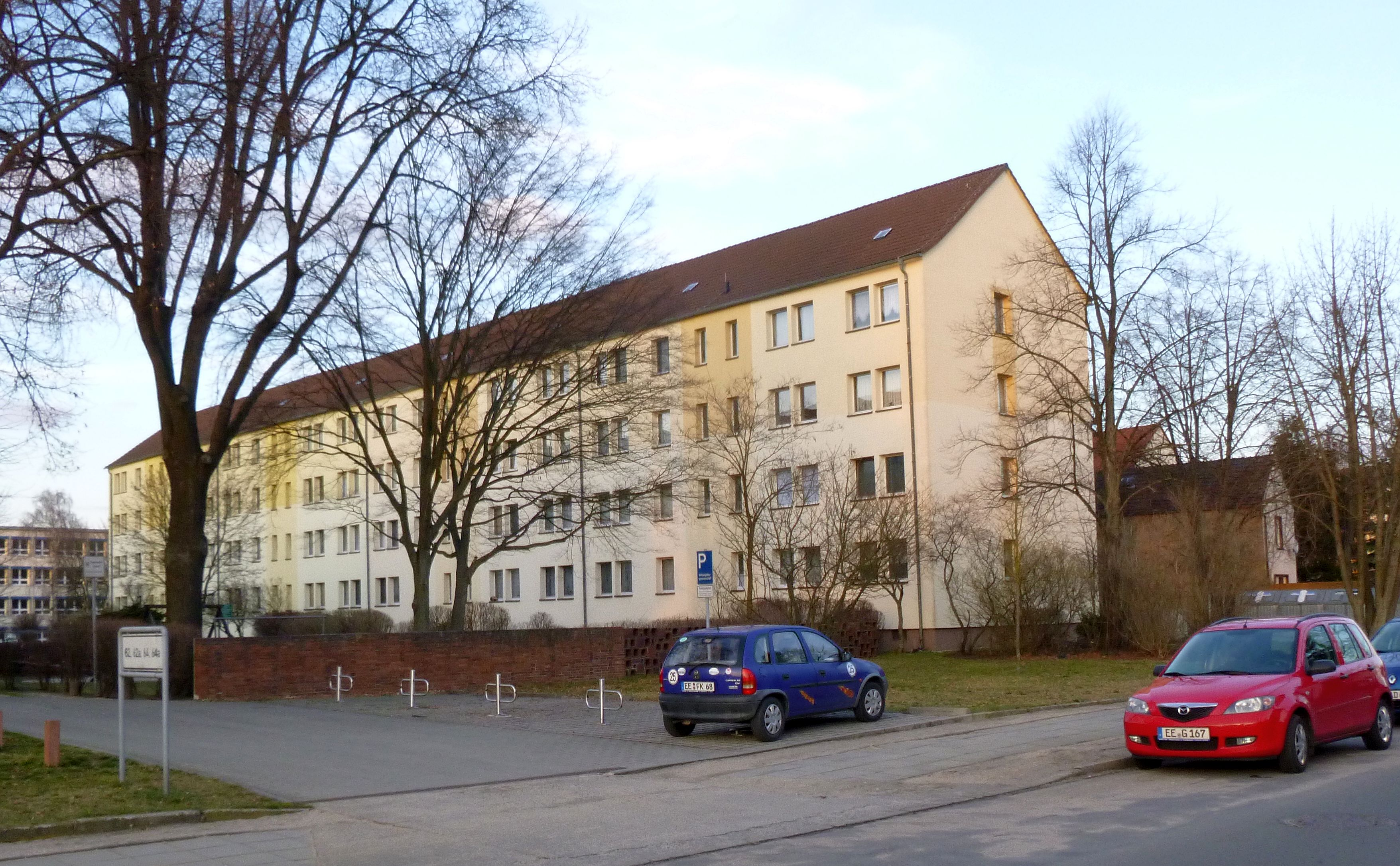
Wohnblock in der August-Bebel-Straße (2016)

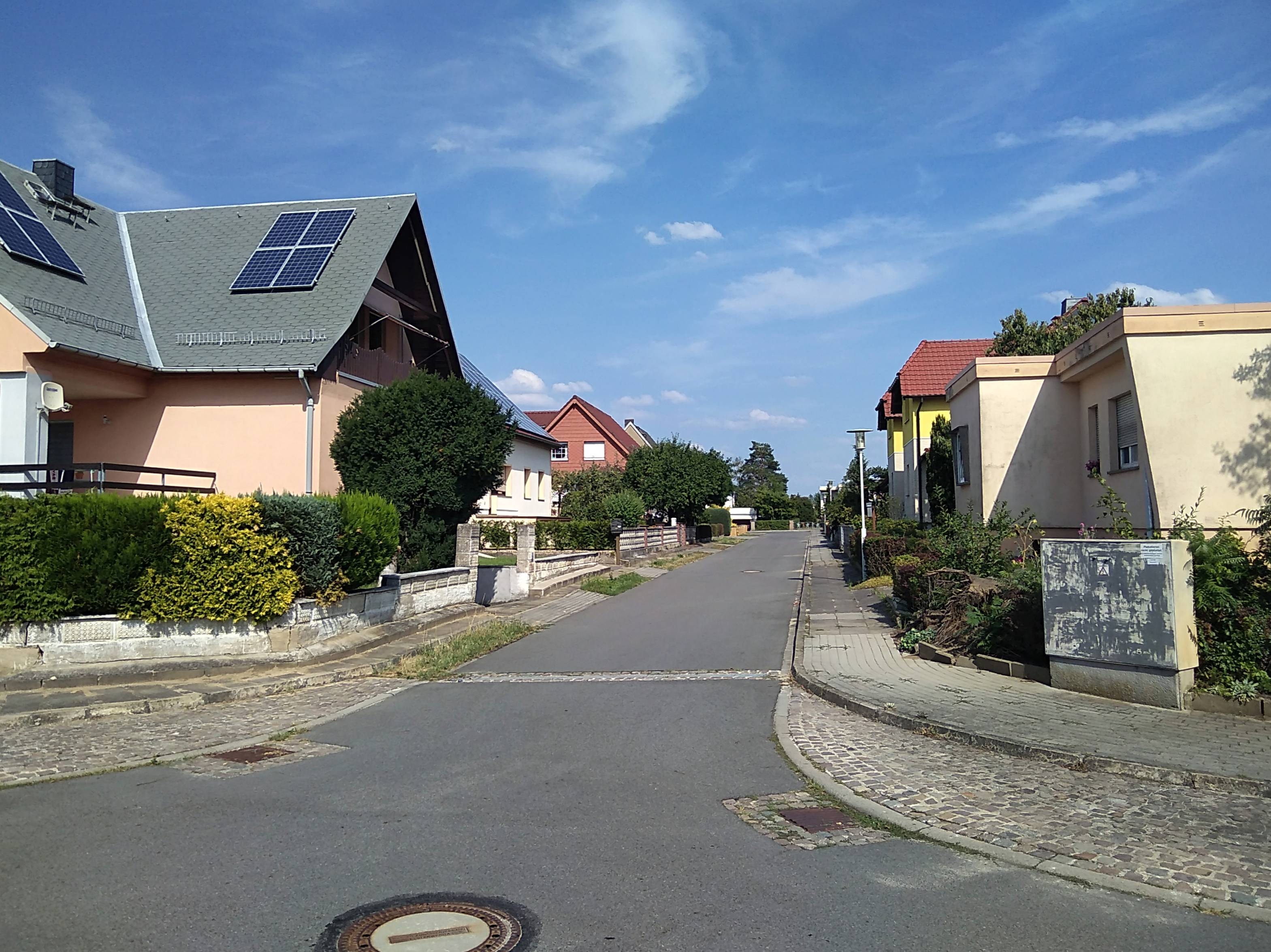
Eigenheimsiedlung am Roseneck (2018)

Nach dem Zweiten Weltkrieg wurden die Baubeschlägefabriken wieder aufgebaut, die einstigen Besitzer aber bald enteignet. Im Bereich von Elsterwerda-West blieben es neben den Bahnanlagen die einzigen Industrieanlagen.
Die Bevölkerungszahl der Stadt war bis zum Jahre 1950 auf 10.235 angewachsen, was zu einem großen Bedarf an Wohnungen führte. An der heutigen Straße Südblick in Elsterwerda-West entstanden schließlich im Jahre 1953 die ersten Neubauten mit zunächst 14 Wohneinheiten und am 18. September 1954 kam es zur Gründung der AWG „7. Oktober“. Zunächst entstanden Reihenhauswohnungen. Die Wohnungen hatten 2,5 Zimmer, Küche und Bad. Außerdem waren sie vollunterkellert. Bis zum Jahre 1959 entstanden 82 Reihenhäuser. Um die Versorgung der Siedlung zu gewährleisten, entstand in einem Wohnblock am Südblick ein Lebensmittelgeschäft.
Da die neu entstandenen Wohnungen allerdings immer noch nicht ausreichten und begann man deshalb ab 1960 in die Blockbauweise überzugehen. Die Genossenschaft zählte zu jener Zeit schon 400 Mitglieder. Zuvor hatte man in Haida eigens ein Betonwerk errichtet. Innerhalb von nur neun Jahren entstanden nun 440 Wohnungen und eine Schule. Weitere 260 Wohneinheiten waren in den 1980er Jahren entstanden. Am Lindenweg wurde im Jahre 1973 schließlich zur besseren Versorgung der Einwohner eine Kaufhalle errichtet, welche wohl auf Grund der äußeren Farbgebung ihrer Fassade im Volksmund bald Blaues Wunder genannt wurde.
Eine bessere Anbindung zur Innenstadt erreichte man, als im Juni 1978 die neue Brücke über die Eisenbahnanlagen freigegeben werden konnte. Zuvor konnten die Gleise nur mittels zweier Bahnübergänge und einer Unterführung überquert werden, was allerdings durch den steigenden Güterverkehr auf der Eisenbahnstrecke im Laufe der Zeit deutliche Schwierigkeiten bereitete. Im November 1982 errichtete man eine weitere Brücke. Diesmal über die Schwarze Elster in Richtung Kotschka. Damit war man auch an diesen Ortsteil, die Sportanlagen am Holzhof und nach Gröditz, wo sich mit dem Stahlwerk und dem Zellstoffwerk weitere wichtige Arbeitgeber in der Region befanden, besser angebunden. Weiters entstand zwischenzeitlich ein Pflegeheim. Zwei Kindertagesstätten wurden am Lindenweg und am Pappelweg errichtet. In unmittelbarer Nähe zum Pflegeheim errichtete man in den 1980er Jahren außerdem noch eine neue Förderschule. Diese hatte sich zuvor in der Heinrich-Heine-Straße befunden.
Südlich der August-Bebel-Straße und nördlich der Straße Westliche Feldmark entstanden Eigenheimsiedlungen. Außerdem sind in den Randbereichen des Stadtteils mehrere Gartensparten und Garagenkomplexe zu finden.

### Jüngere Vergangenheit

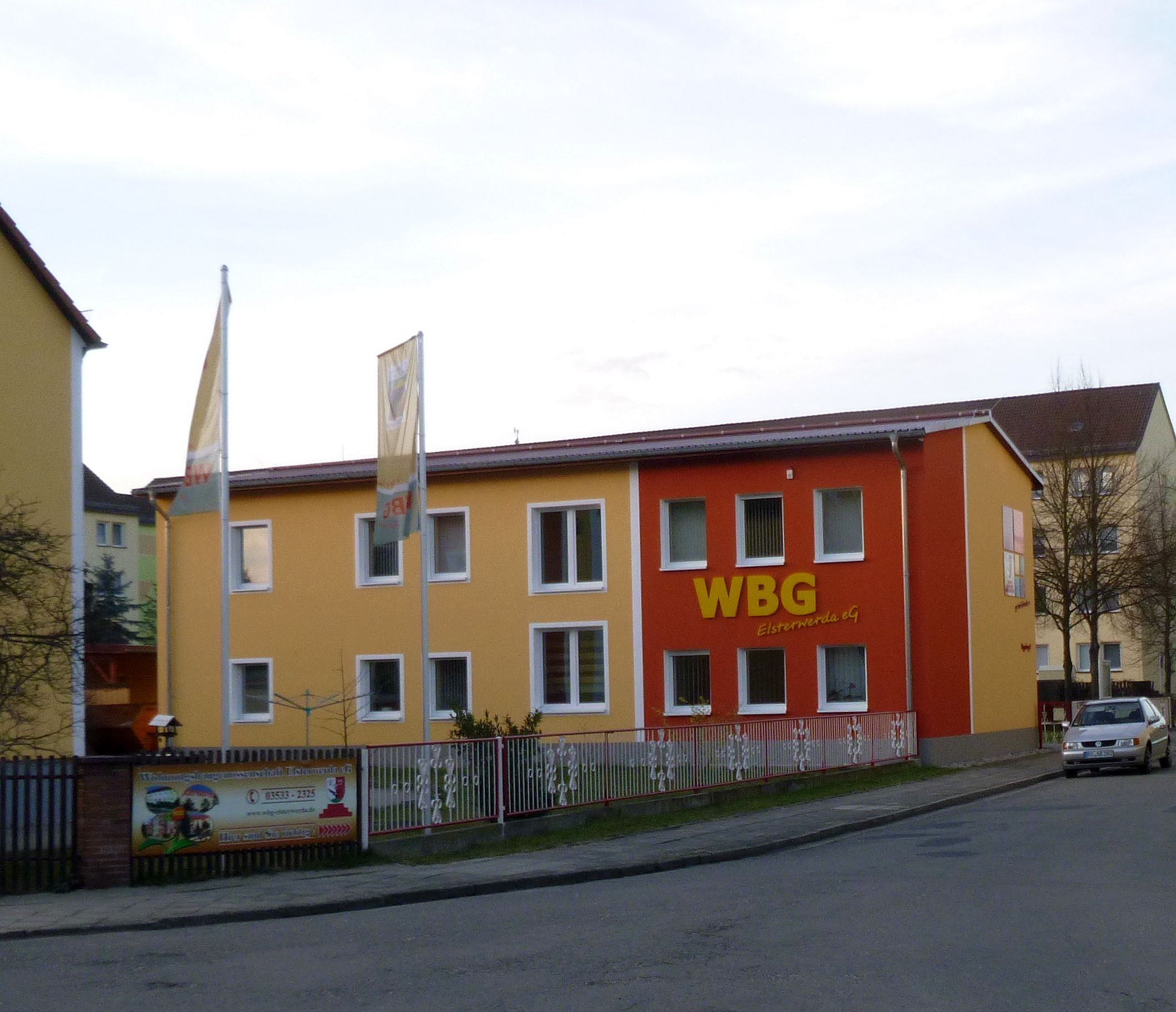
Verwaltungsgebäude der WBG (2016)

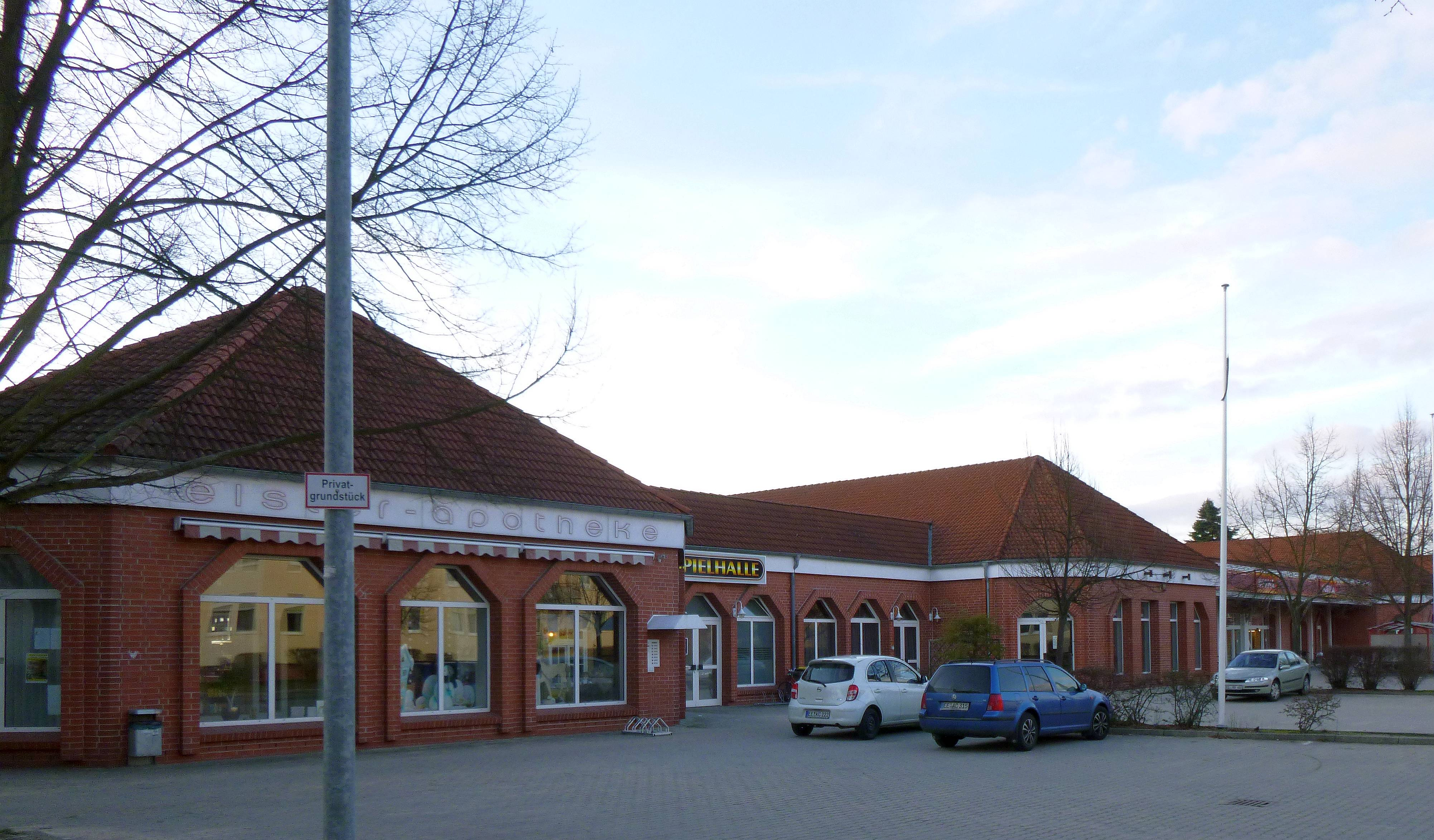
Einkaufskomplex im Lindenweg (2016)

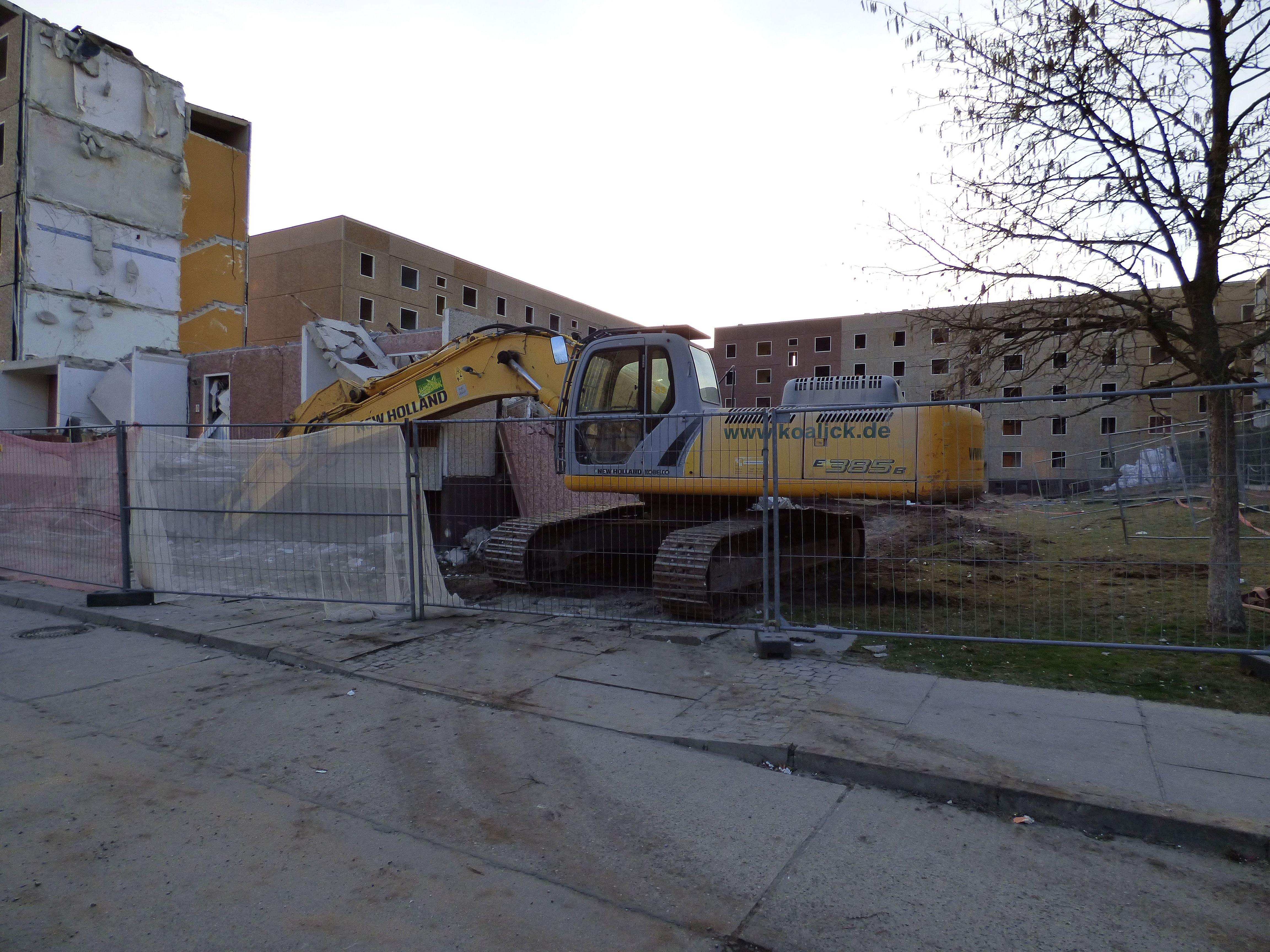
Abriss des Hans-Nadler-Ecks (2016)

In der Zeit nach der Wende gab es einschneidende Veränderungen des allgemeinen Lebens der Stadt. Die Geschäfte füllten sich mit Waren aus der Bundesrepublik und die Menschen hatten die vorher viel vermisste Reisefreiheit. Aus der Arbeiterwohnungsbaugenossenschaft „7. Oktober“ wurde am 1. Juli 1990 die Wohnungsbaugenossenschaft Elsterwerda eG. (kurz WBG Elsterwerda). Einer der letzten Gebäudekomplexe die in Elsterwerda-West entstanden war das Hans Nadler-Eck. Errichtet wurde er standardmäßig ebenfalls in Plattenbauweise im Stil der Wohnungsbauserie 70 (kurz WBS 70). Wohnungsblöcke der Serie, waren bereits seit den 1970er Jahren in weiten Teilen der DDR entstanden. Kurz vor der Wende begonnen wurde das Hans Nadler-Eck 1991 aus Mitteln des sozialen Wohnungsbaus fertiggestellt.
Im Juli desselben Jahres wurde allerdings auch die 1973 entstandene Blaues Wunder genannte Kaufhalle im Zentrum des Stadtteils abgerissen. An dessen Stelle entstand später ein eingeschossiger Bau mit neuen Einkaufsmöglichkeiten. Kurze Zeit später ging die Baubeschlägefabrik in Konkurs. Die Produkte des Betriebes, welcher zu DDR-Zeiten einer der führenden Hersteller von Baubeschlägen war und in den 1980er Jahren etwa 300 Menschen beschäftigte, fanden keinen Absatz mehr und Versuche westdeutsche Investoren für das Unternehmen zu gewinnen scheiterten letztlich. Drei ehemalige Mitarbeiter konnten allerdings im Herbst des Jahres 1992 die Produktionsanlagen des Betriebsteils in der Hechtstraße erwerben und mit der GSG Baubeschläge GmbH ein eigenes Unternehmen gründen, das bis in die Gegenwart besteht. Auch der Verkehrsknotenpunkt Elsterwerda verlor an Bedeutung. Das Bahnbetriebswerk wurde geschlossen und der Einsatz der Lokomotiven erfolgte an anderen Standorten. Ähnlich erging es auch den hier ansässigen Meistereien. Entlassungen und Versetzungen der Beschäftigten waren die Folge.
Die 1990er Jahre waren in Elsterwerda unter anderem aber auch von einer Reihe von Großbränden geprägt. Bereits eine Fleischerei in der Elsterwerdaer Innenstadt, das frisch renovierte Rathaus im April 1995 und ein Betrieb im Gewerbegebiet-West waren dabei unter anderen von schweren Bränden betroffen. Nun kam es am 20. November 1997 zur Brandkatastrophe auf dem Elsterwerdaer Bahnhof. Bei den Löscharbeiten wurde der Stadtbrandmeister von einem durch die Explosion zum Einsturz gebrachten Wirtschaftsgebäude erschlagen, ein weiterer Feuerwehrmann verstarb später im Krankenhaus. Nur durch glückliche Umstände kam die Stadt bei der Katastrophe relativ glimpflich davon, denn der Lokschuppen des Bahnbetriebswerks, in dessen Richtung die größte Wucht der Explosionen ging, wirkte wie ein Schutzschild vor dem angrenzenden Wohngebiet in Elsterwerda-West und der hölzernen Bockwindmühle, welche sich zu diesem Zeitpunkt noch an ihrem alten Standort in der Nähe des Unglücksortes befand.
In der Folgezeit kam es schließlich zu umfangreichen Modernisierungsarbeiten an den Gebäudekomplexen und ihr Umfeld wurde umgestaltet. Der Stadtteil war deshalb jahrelang von Baugerüsten geprägt. Da die Nachfrage nach Wohnungen mit Balkonen stieg, ließ die WBG an einigen Gebäuden auch Balkone nachrüsten.
Der Bevölkerungsrückgang in der Stadt, welche seit 1990 etwa 2000 Einwohner verloren hat, machte sich allerdings auf dem Elsterwerdaer Wohnungsmarkt bemerkbar. Die Folge war, dass zahlreiche Wohnungen in den Plattenbauten leer standen. Das erst 1991 fertiggestellte und 121 Wohnungen umfassende Hans-Nadler-Eck fiel dieser Entwicklung letztlich zum Opfer und wurde von Ende 2015 bis 2016 mit Mitteln aus dem brandenburgischen Stadtumbauprogramm wieder abgerissen. Die Wohnungsleerstandquote in der Stadt konnte damit nahezu halbiert werden.
Die größte Baumaßnahme der letzten Jahre ist die Erneuerung der Brücke über die Bahnstrecke Dresden-Berlin. Die inzwischen 30 Jahre alte Brücke genügte den Ansprüchen der stärkeren Verkehrsbelastung auf der Bundesstraße 101 schon längere Zeit nicht mehr, so dass ihre Fahrbahn zwischenzeitlich eingeengt wurde. 2016 begann schließlich ihr Abriss. Parallel dazu verläuft die Errichtung des neuen Bauwerks. Die Arbeiten sollen bis Ende des Jahres 2018 weitgehend abgeschlossen sein.

## Infrastruktur

### Bildung

#### Elsterschulzentrum

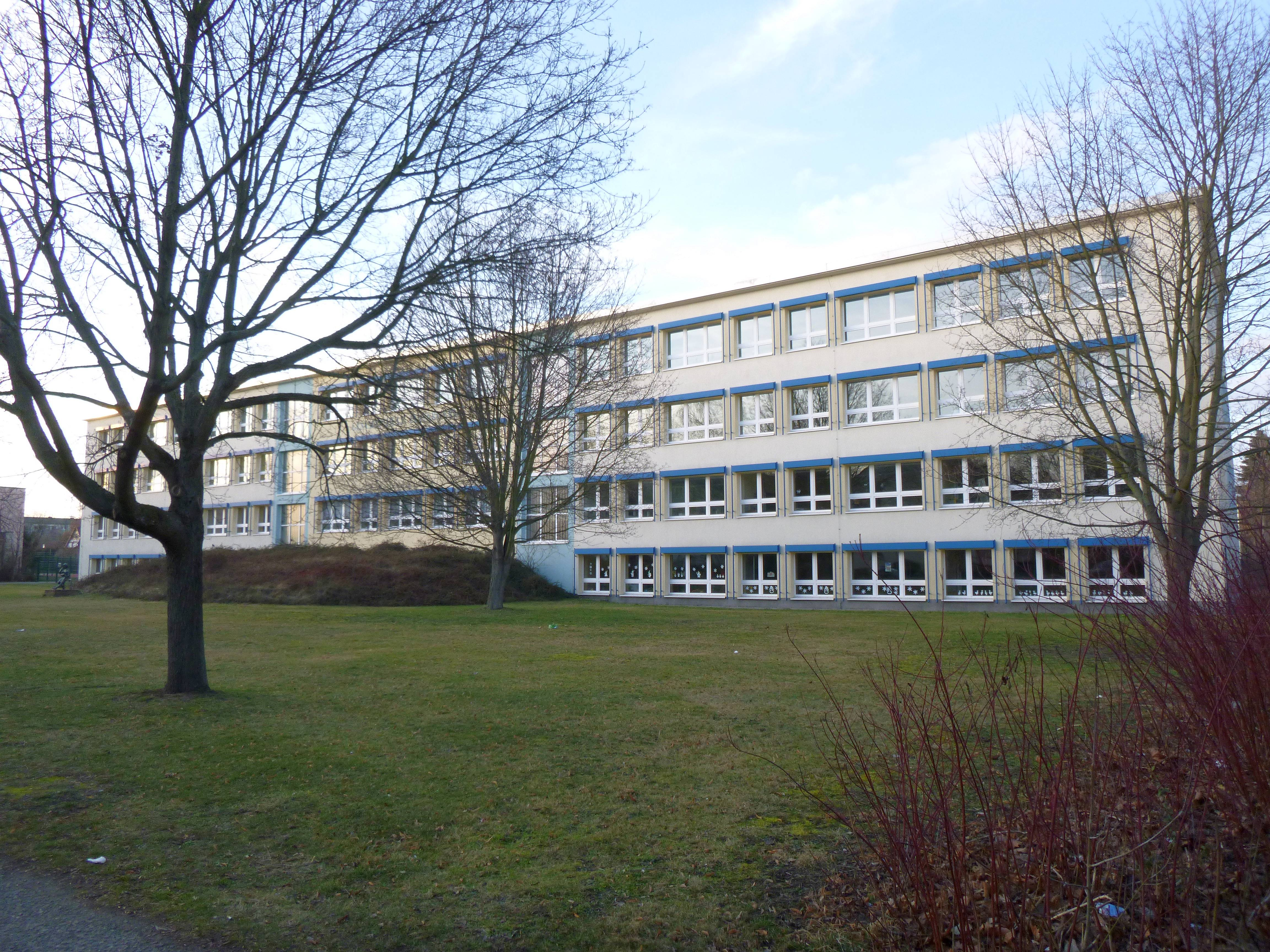
Elsterschulzentrum (2016)

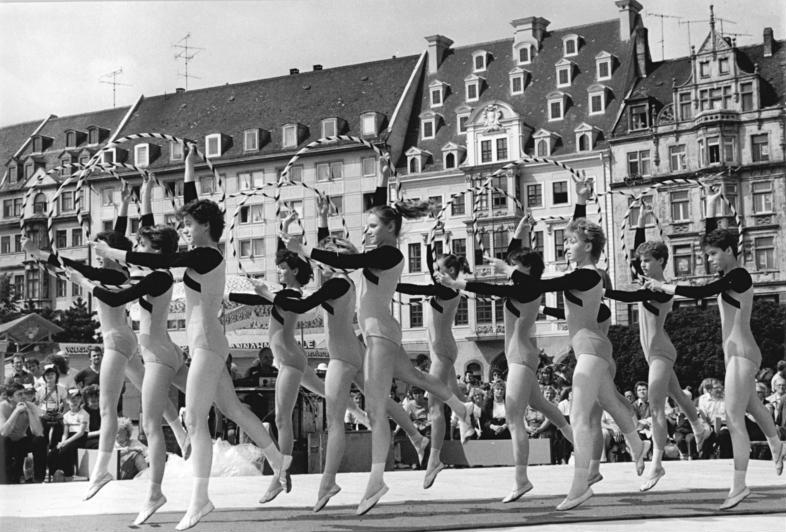
Das Elsterwerdaer Sportensemble 1987 in Leipzig.

Im Zentrum des Stadtteils ist das Elsterschulzentrum zu finden. Die Schule wurde im Zuge des Wohnungsneubaus in Elsterwerda-West von 1967 bis 1968 in Plattenbauweise errichtet. Am 1. September 1968 erfolgte im Beisein des damaligen Bürgermeisters Felix Kocksch und des Kreisschulrates Egon Langer die Einweihung des neuen Schulgebäudes, welches mit 28 Unterrichtsräumen, einer Turnhalle und einem Essensraum ausgestattet war. Unterrichtet wurden im Schuljahr 1968/69 607 Schüler in 20 Klassen. Bereits im Folgejahr wurde der Schule am 27. September 1969 der Name von Johannes Dieckmann (1893–1969) verliehen. Als Zweigstelle der Schule fungierte die Walter-Husemann-Schule in der Schillerstraße, welche bis dahin von einem Großteil der Schüler des Stadtteils besucht wurde und nun nur noch die Klassenstufen 1 bis 4 führte.
Im Jahre 1991 ging aus der Polytechnischen Oberschule die Gesamtschule Elsterwerda hervor. 585 Schüler wurden in 29 Klassen wurden im Schuljahr 1990/91 unterrichtet. Am 6. September 1997 erfolgte die Einweihung des neuen Turnhallenkomplexes mit zwei Turnhallen und einem neuen Außensportplatz. Die komplette Sanierung des Schulgebäudes erfolgte schließlich ab dem Jahr 2001. Ihre Umwandlung in eine Grund- und Oberschule erfolgte im Jahre 2005. Da seit dem Schuljahr 2017/18 im Land Brandenburg Oberschulen mit Primarstufenteil als Schulzentren eingerichtet werden, wurde auch die Schule in Elsterwerda-West in ein Schulzentrum umorganisiert. Durch Beschluss des Kreistages im März 2018 trat deshalb mit Beginn des Schuljahres 2018/19 die offizielle Namensänderung in „Elsterschulzentrum – Primarstufe & Sekundarstufe I“ in Kraft.
Die Schule in Elsterwerda-West ist seit dem Anfang ihres Bestehens stets eng mit dem Sport verbunden. Mit der Eröffnung des Schulkomplexes im Jahre 1968 bezog auch das 1953 gegründete und bisher im Pionierhaus in der Innenstadt beheimatete Sportensemble Elsterwerda das zur Schule gehörige neue Trainingszentrum. Das Sportensemble, ursprünglich als Sportwerbegruppe gegründet, war bereits zu jener Zeit landesweit bekannt, denn einige Jahre zuvor waren Mitglieder der Sportwerbegruppe im Jahre 1962 Hauptdarsteller im DEFA-Kinderfilm „Reiseziel Erfurt“. Es ist regelmäßig beim Internationalen Deutschen Turnfest vertreten und wurde durch zahlreiche Fernsehauftritte im In- und Ausland bekannt.
Eine weitere Besonderheit ist der Schulzirkus „Robbi“. Auch er konnte durch diverse Fernsehauftritte deutschlandweit auf sich aufmerksam machen. Unter anderem gab es Auftritte bei Außenseiter-Spitzenreiter und im SAT.1-Frühstücksfernsehen. Seit 1993 wird hier das Projekt Zirkus macht Schule realisiert und Zirkusunterricht als Wahlpflichtfach angeboten. Der Schulzirkus ist mehrfacher Preisträger des Lotto-Sportfestes des Landes Brandenburg. Außerdem war die Schule im September 1999 Gastgeber des 3. Brandenburger Zirkusfestivals.

#### Förderschule
Im äußersten Westen des Stadtteils ist mit der Förderschule eine weitere Bildungseinrichtung zu finden. Dabei handelt es sich um eine Ganztagsschule mit dem sonderpädagogischen Förderschwerpunkt: geistige Entwicklung. Schulträger ist hier derzeit der Landkreis Elbe-Elster. Im Schuljahr 2016/2017 wurden in 6 Klassen 36 Schüler von 11 Lehrkräften und 5 Erziehern betreut.

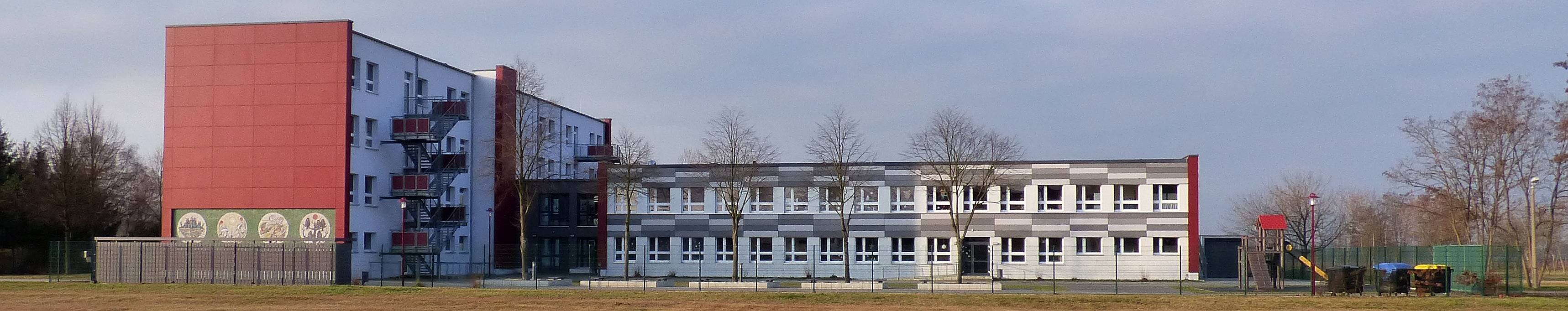
Förderschule Elsterwerda

### Soziale Einrichtungen
In Elsterwerda-West sind mehrere soziale Einrichtungen zu finden. So befinden sich am Lindenweg die KiTa „Lindenhäuschen“ und am Pappelweg die Integrationskindertagesstätte „Bremer Stadtmusikanten“. Die KiTa am Pappelweg war ursprünglich im August 1977 als Kinderkombination, bestehend aus Kinderkrippe und Kindergarten eröffnet worden. In der August-Bebel-Straße ist weiters seit 2006 das Soziale Dienstleistungszentrum der Elsterwerkstätten in einem Neubau beheimatet. Eine weitere soziale Einrichtung im Stadtteil ist das Seniorenheim, welches von der Unternehmensgruppe pro civitate betrieben wird.

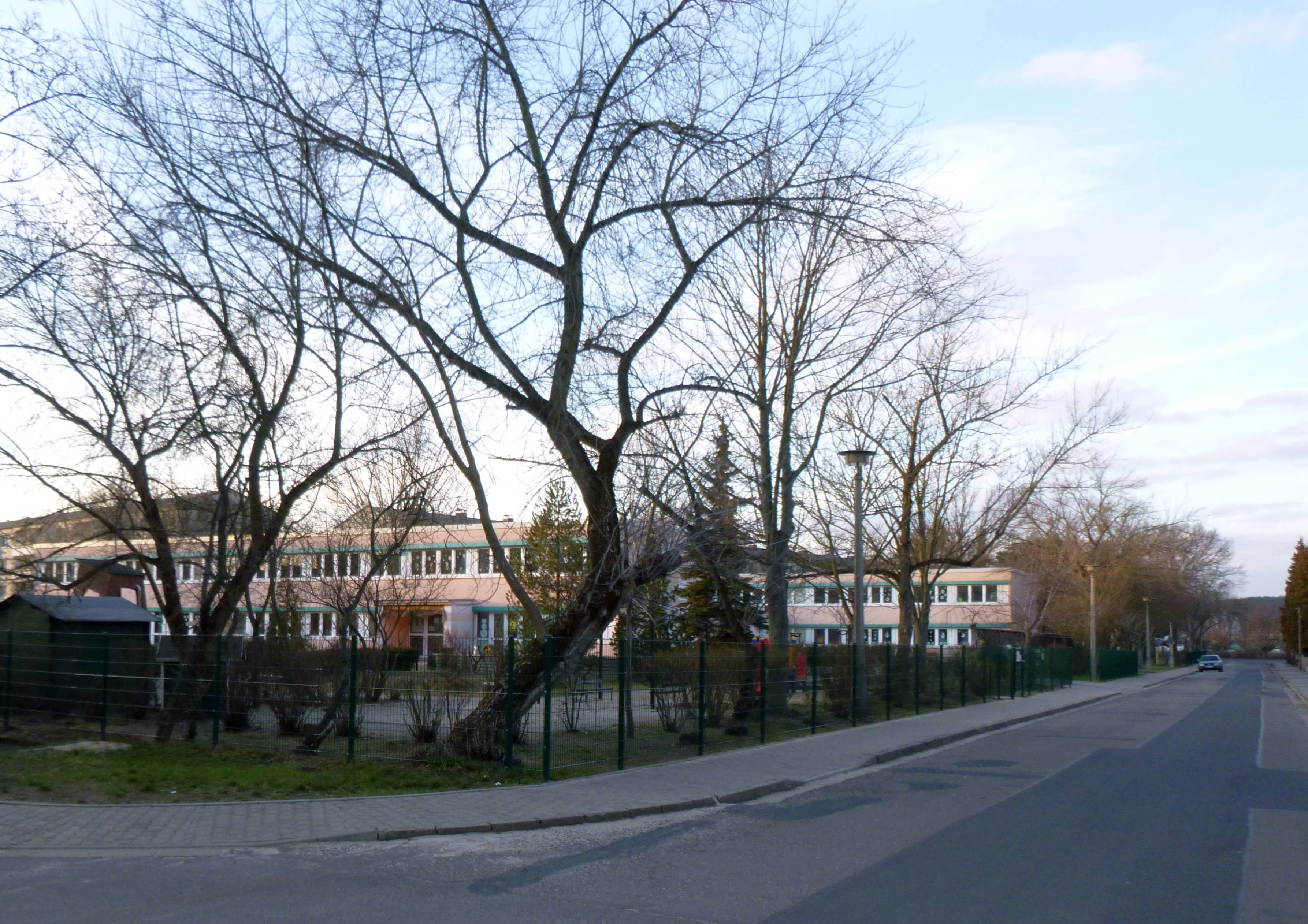
Integrationskindertagesstätte „Bremer Stadtmusikanten“
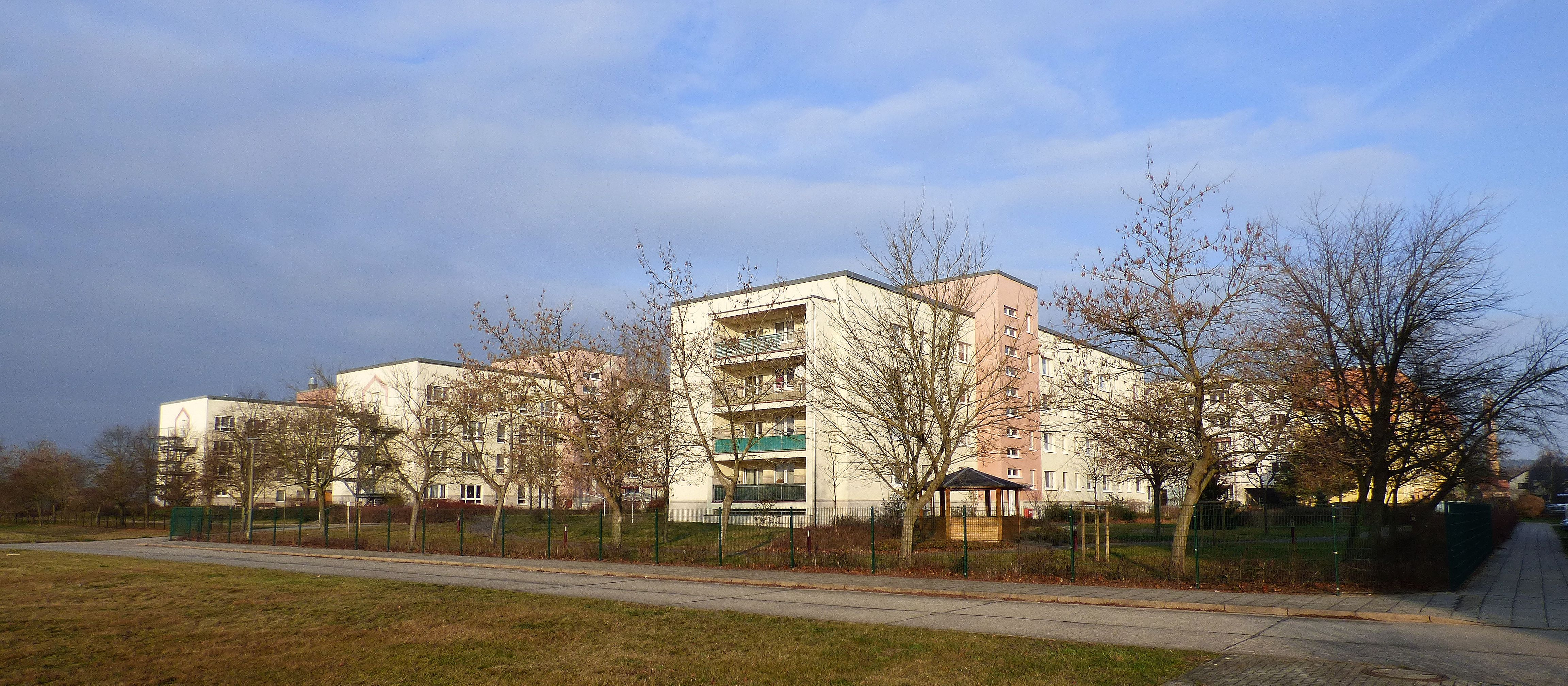
Seniorenheim
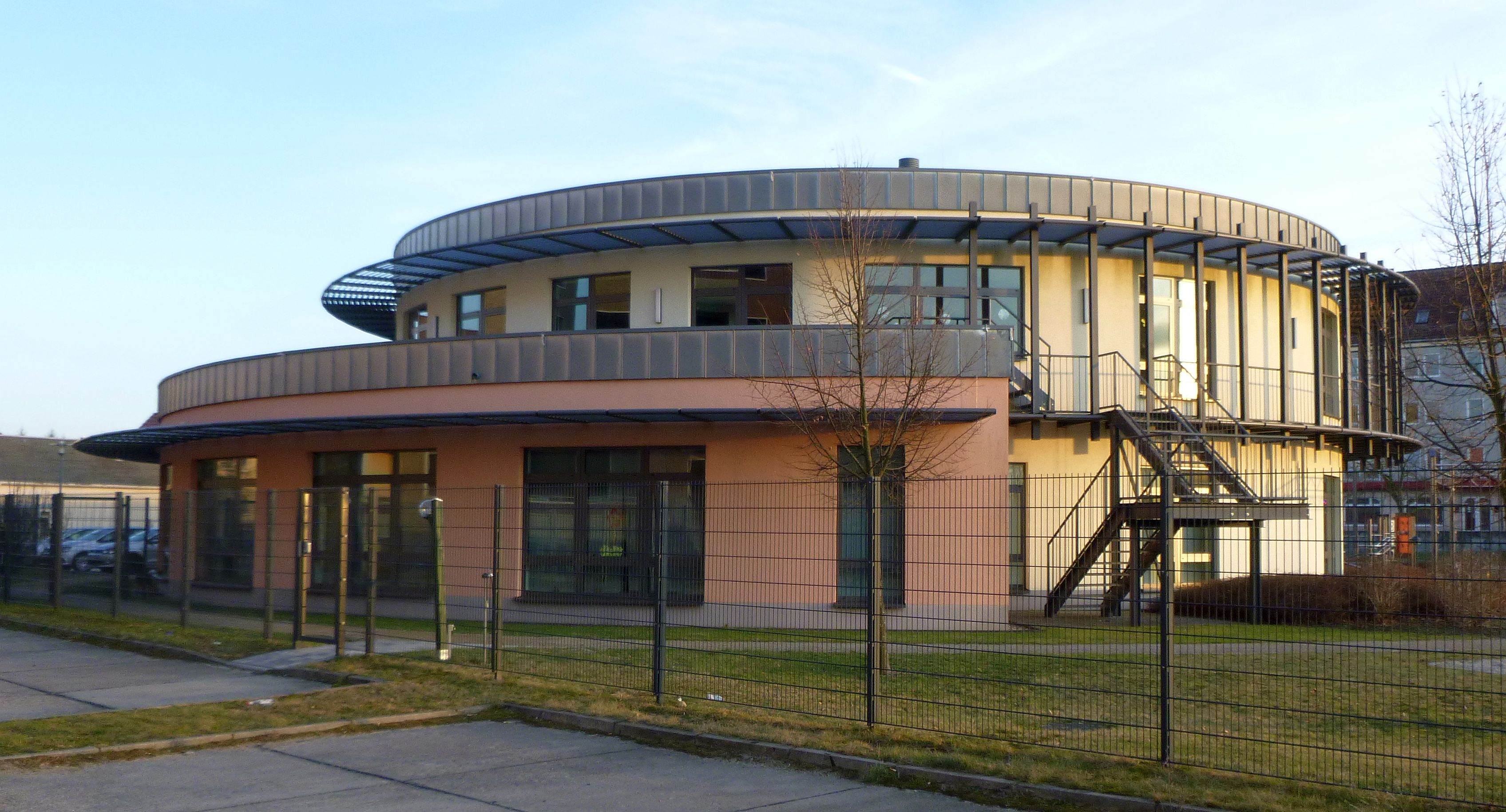
Soziales Dienstleistungszentrum der „Elsterwerkstätten“

### Feuerwehr und Polizei

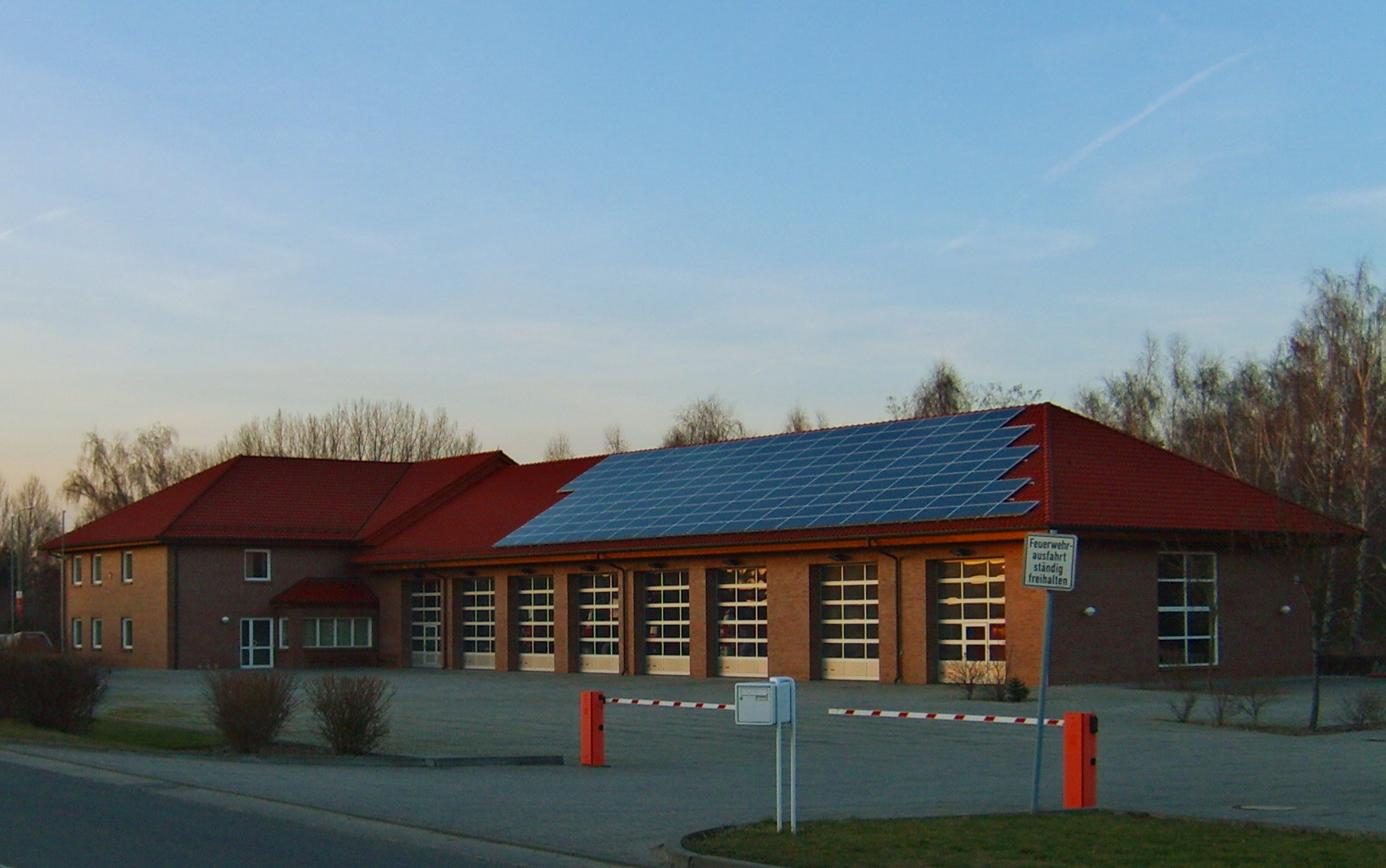
Freiwillige Feuerwehr (2008)

Am 29. Mai 1999 wurde an der Unterführung ein neues Feuerwehrhaus der Freiwilligen Feuerwehr in Gebrauch genommen. Der ursprüngliche Standort der Elsterwerdaer Feuerwehr war bis dahin seit 1888 an der Burgstraße im Stadtzentrum zu finden.
Die Freiwillige Feuerwehr Elsterwerda verfügt in der Ortswehr Elsterwerda gegenwärtig (2018) über sieben Fahrzeuge. Die Ortswehren in Biehla und Kraupa haben jeweils zwei Fahrzeuge im Einsatz.
Ein Polizeirevier der brandenburgischen Polizei befindet sich gegenüber dem neuen Feuerwehrhaus. Es gehört der Polizeiinspektion Elbe-Elster an, dem außerdem die Polizeireviere in Herzberg und Finsterwalde angehören.